# Валфенера
Валфенера (итал. Valfenera) је насеље у Италији у округу Асти, региону Пијемонт.
Према процени из 2011. у насељу је живело 1499 становника. Насеље се налази на надморској висини од 276 м.

## Становништво
| 1931. | 1936. | 1951. | 1961. | 1971. | 1981. | 1991. | 2001. | 2011. |
| ----- | ----- | ----- | ----- | ----- | ----- | ----- | ----- | ----- |
| 2.315 | 2.185 | 1.809 | 1.660 | 1.670 | 1.746 | 1.993 | 2.128 | 2.519 |